# Al-Mujadila
Al-Mujadila  (arabe : سُورَةُ ٱلْمُجَادِلَةِ, français : La Discussion) est le nom traditionnellement donné à la 58e sourate du Coran, le livre sacré de l'islam. Elle comporte 22 versets. Rédigée en arabe comme l'ensemble de l'œuvre religieuse, elle fut proclamée, selon la tradition musulmane, durant la période médinoise.

## Origine du nom
Bien que le titre ne fasse pas directement partie du texte coranique, la tradition musulmane a donné comme nom à cette sourate La Discussion. 
Cette sourate est généralement intitulée « La Discussion », mais porte aussi parfois le nom « La Pureté » ou du « Dos [de la mère] » (allusion au v.2-3).

## Historique
Il n'existe à ce jour pas de sources ou documents historiques permettant de s'assurer de l'ordre chronologique des sourates du Coran. Néanmoins selon une chronologie musulmane attribuée à Ǧaʿfar al-Ṣādiq (VIIIe siècle) et largement diffusée en 1924 sous l’autorité d’al-Azhar,, cette sourate occupe la 105e place. Elle aurait été proclamée pendant la période médinoise, c'est-à-dire schématiquement durant la seconde partie de la vie de Mahomet, après avoir quitté La Mecque. Contestée dès le XIXe par des recherches universitaires, cette chronologie a été revue par Nöldeke,, pour qui cette sourate est la 106e.
Pour Nöldeke, Schwally et Bell, cette sourate serait composée d’éléments de dates différentes.

## Interprétations

### Versets 1-4: contre une ancienne formule de répudiation
Ces premiers versets sont interprétés par les exégètes musulmans (et certains auteurs comme Nöldeke qui les suivent) comme un texte évoquant un épisode historique. La répudiation d’une femme faite au moyen d’une ancienne formule de répudiation aurait été invalidée par Mahomet. Hirschfeld et Bell considèrent cette historicité comme « incertaine ». En effet, rien ne justifie la contextualisation faite par exégèse musulmane (« celle » désignant Khawla bint Tha'labah (en) et « toi » désignant Mahomet). Le lien avec le verset 2 est peu clair.
Les contenus des versets 2 et 3 peuvent être comparés à des écrits de Qumrân. Le v.4 est considéré par Bell comme un ajout tardif.

Texte de la sourate (Coran datant de 1874)
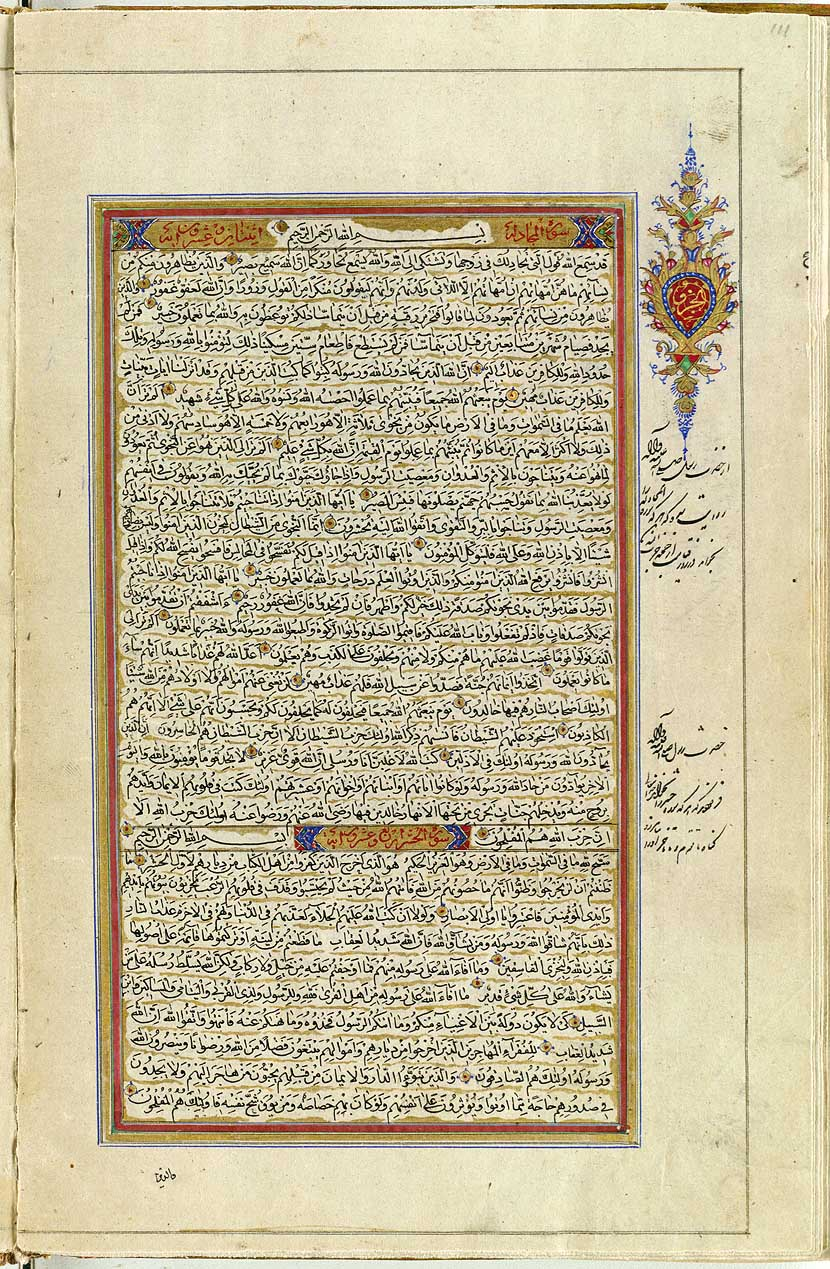